# Болезнь Гиршпрунга
Болезнь Гиршпрунга (синонимы: аганглиоз, HSCR) — аномалия развития толстой кишки врождённой этиологии, приводящая к нарушению иннервации фрагмента кишки (врождённый аганглиоз) — проявляется упорными запорами. У новорождённых клиническая картина своеобразна и разнообразна — связана с протяжённостью и высотой расположения (по отношению к анальному отверстию) зоны аганглиоза. Чем протяжённее зона аганглиоза и чем выше она расположена, тем острее и ярче проявляются симптомы заболевания. Впервые заболевание было описано в 1888 году датским педиатром Гаральдом Гиршпрунгом (англ. Harald Hirschsprung) у двух мальчиков, которые умерли от хронических запоров.

## Этиология и патогенез
В основе заболевания лежит нарушение иннервации толстой кишки, нижних её отделов, приводящее к снижению (вплоть до отсутствия) перистальтики аганглионарного сегмента. В результате в вышележащих отделах скапливается кишечное содержимое — возникает запор.
Взаимосвязь генотипа и фенотипа при HSCR сложная. HSCR встречается как отдельное заболевание у 70 % больных, у 12 % — ассоциирована с хромосомными нарушениями, в 18 % случаев — является одним из признаков разных наследственных синдромов. К 2014 году обнаружены 10 генов и 5 генетических локусов, вовлечённых в развитие HSCR.
| Тип   | OMIM   | Ген   | Локус         |
| ----- | ------ | ----- | ------------- |
| HSCR1 | 142623 | RET   | 10q11.2       |
| HSCR2 | 600155 | EDNRB | 13q22         |
| HSCR3 | 600837 | GDNF  | 5p13.1-p12    |
| HSCR4 | 131242 | EDN3  | 20q13.2-q13.3 |
| HSCR5 | 600156 | ?     | 21q22         |
| HSCR6 | 606874 | ?     | 3p21          |
| HSCR7 | 606875 | ?     | 19q12         |
| HSCR8 | 608462 | ?     | 16q23         |
| HSCR9 | 611644 | ?     | 4q31-32       |
| —     | 602229 | SOX10 | 22q13         |
| —     | 600423 | ECE1  | 1p36.1        |
| —     | 602018 | NRTN  | 19p13.3       |
| —     | 602595 | SIP1  | 14q13-q21     |
| —     | 191315 | NTRK1 | 1q23.1        |
| —     | 605802 | ZEB2  | 2q22.3        |

## Эпидемиология
HSCR встречается с частотой 1 на 5000 новорождённых,,.
Мальчики болеют в 4,32 раза чаще девочек.
9 % всех случаев HSCR приходятся на пациентов с синдромом Дауна.
В большинстве случаев заболевание выявляется в возрасте до 10 лет.

## Классификация форм и стадий болезни Гиршпрунга
- А. Анатомические формы
  - 1. Ректальная (25 % случаев)
    - а) с поражением промежностного отдела прямой кишки (с суперкоротким сегментом)
    - б) с поражением ампулярной и надампулярной частей прямой кишки (с коротким сегментом)

  - 2. Ректосигмоидальная (70 % случаев)
    - а) с поражением дистальной трети сигмовидной кишки
    - б) с поражением большей части или всей сигмовидной кишки (с длинным сегментом)

  - 3. Сегментарная (1,5 %)
    - а) с одним сегментом в ректосигмоидном переходе или сигмовидной кишке
    - б) с двумя сегментами и нормальным участком между ними

  - 4. Субтотальная (3 %)
    - а) с поражением левой половины толстой кишки
    - б) с распространением процесса на правую половину толстой кишки

  - 5. Тотальная (0,5 %) — поражение всей толстой кишки и иногда части тонкой.
- Б. Клинические стадии
  - 1. Компенсированная
  - 2. Субкомпенсированная
  - 3. Декомпенсированная

## Клинические симптомы болезни Гиршпрунга
Наиболее ярким проявлением болезни Гиршпрунга у детей старшего возраста являются упорные запоры.
- Ранние — запор с первых дней (недель) жизни, усиливающийся при введении плотной пищи. В старшем возрасте стул только после клизмы. Метеоризм с первых дней жизни. «Лягушачий» живот.
- Поздние — анемия, гипотрофия, рахитоподобая деформация грудной клетки, каловые камни[англ.], каловая интоксикация.

## Стадии клинического течения
| Компенсированная | Субкомпенсированная | Декомпенсированная |
| --- | --- | --- |
| У новорождённых запор, усиливающийся при переходе на искусственное вскармливание. При хорошем уходе, клизмах, общее состояние не нарушено | Вариант перехода от компенсированной стадии к декомпенсированной. Медленное прогрессирование симптомов, все чаще применяются сифонные клизмы. При адекватной терапии переход в компенсированную стадию | Прогрессирование симптомов |
| 1 степень — устойчивая компенсация | 1 степень тенденция к улучшению | 1 степень (острая) — обычно сразу после рождения: низкая кишечная непроходимость (меконий и газы не отходят, метеоризм, видимая перистальтика кишечника, обильная рвота) |
| 2 степень — потеря аппетита, каловые завалы при малейших нарушениях режима                                                                | 2 степень — тенденция к ухудшению | 2 степень (хроническая) — рецидивирующая поле клизмы непроходимость |
| Характерны ранние симптомы болезни | Характерны ранние и поздние симптомы | Характерны ранние и поздние симптомы |
| Обычно при ректальной форме аганглиоза | Чаще при ректосигмоидальной субтотальной и тотальной формой аганглиоза | Чаще при ректосигмоидальной субтотальной и тотальной формой аганглиоза                                                                                                   |

## Диагностика
Обязательные диагностические процедуры в России регламентируется Стандартами, утверждёнными приказами Минздравсоцразвития России № 73 от 2006 г. и № 362 от 2007 г.:
- биопсия,
- УЗИ кишечника,
- аноректальная манометрия,
- рентгеноконтроль кишечной моторики при прохождении контрастной смеси и другие.

## Дифференциальная диагностика
Дифференциальная диагностика проводится с мекониевой пробкой, стенозом терминального отдела подвздошной кишки, динамической кишечной непроходимостью, мегаколоном, привычными запорами, эндокринопатиями, гиповитаминозом B1 и др. Необходимо убедиться, что заболевание не является компонентом множественной эндокринной неоплазии типа II.

## Лечение
Лечение только хирургическое: удаление аганглионарного участка кишки и формирование колоректального анастомоза. Радикальной операции предшествует консервативное лечение: послабляющая диета, очистительные и сифонные клизмы, симптоматическая терапия.

## Прогноз
Более 90 % пациентов с HSCR имеют удовлетворительный прогноз при проведении хирургического лечения до развития осложнений, однако отсутствие лечения мегаколона в младенчестве приводит к смертности, составляющей 80 %.